# Доње Романовце
Доње Романовце је насеље у Србији у општини Сурдулица у Пчињском округу. Према попису из 2022. било је 382 становника.

## Историја
У предграђу данашње Срудулице, у Доњем Романовцу, средишту жупе средњовековне Србије, налазио се град-тврђава са тргом Иногоште. У околини самог Иногошта постојао је велики манастир, који је у свом поседу имао велике пашњаке и шуме, а вероватно и неколико села у Иногоштанској котлини. Не зна се чија је био задужбина, а уништен је после пада Иногошта под турску власт, 1454. године. После вишедневних борби и отпора који су браниоци Иногошта пружали турској војсци, Турци су због великих губитака које су претрпели до темеља уништили тврђаву, цео трг Иногоште и манастир.

## Демографија
У насељу Доње Романовце живи 402 пунолетна становника, а просечна старост становништва износи 38,4 година (36,6 код мушкараца и 40,2 код жена). У насељу има 148 домаћинстава, а просечан број чланова по домаћинству је 3,44.
Ово насеље је великим делом насељено Србима (према попису из 2002. године), а у последња три пописа, примећен је пораст у броју становника.
|  |

| Демографија | Демографија | Демографија |
| Година      | Становника  | Становника  |
| ----------- | ----------- | ----------- |
| 1948.       | 349         |             |
| 1953.       | 429         |             |
| 1961.       | 337         |             |
| 1971.       | 357         |             |
| 1981.       | 399         |             |
| 1991.       | 418         | 417         |
| 2002.       | 509         | 510         |
| 2011.       | 390         |             |
| 2022.       | 382         |             |

| Етнички састав према попису из 2002.‍ | Етнички састав према попису из 2002.‍ | Етнички састав према попису из 2002.‍ | Етнички састав према попису из 2002.‍ | Етнички састав према попису из 2002.‍ |
| ------------------------------------ | ------------------------------------ | ------------------------------------ | ------------------------------------ | ------------------------------------ |
|                                      |                                      |                                      |                                      |                                      |
| Срби                                 | Срби                                 |                                      | 506                                  | 99,41%                               |
| Мађари                               | Мађари                               |                                      | 1                                    | 0,19%                                |
| Македонци                            | Македонци                            |                                      | 1                                    | 0,19%                                |
| непознато                            | непознато                            |                                      | 1                                    | 0,19%                                |

| Година пописа     | 1948. | 1953. | 1961. | 1971. | 1981. | 1991. | 2002. |
| ----------------- | ----- | ----- | ----- | ----- | ----- | ----- | ----- |
| Број домаћинстава | 56    | 101   | 75    | 95    | 113   | 117   | 148   |

| Број чланова      | 1  | 2  | 3  | 4  | 5  | 6  | 7 | 8 | 9 | 10 и више | Просек |
| ----------------- | -- | -- | -- | -- | -- | -- | - | - | - | --------- | ------ |
| Број домаћинстава | 27 | 25 | 17 | 38 | 21 | 16 | 4 | 0 | 0 | 0         | 3,44   |

| Пол    | Укупно | Неожењен/Неудата | Ожењен/Удата | Удовац/Удовица | Разведен/Разведена | Непознато |
| ------ | ------ | ---------------- | ------------ | -------------- | ------------------ | --------- |
| Мушки  | 208    | 57               | 134          | 16             | 1                  | 0         |
| Женски | 211    | 30               | 136          | 38             | 7                  | 0         |
| УКУПНО | 419    | 87               | 270          | 54             | 8                  | 0         |

| Пол    | Укупно                    | Пољопривреда, лов и шумарство | Рибарство                            | Вађење руде и камена | Прерађивачка индустрија       |
| ------ | ------------------------- | ----------------------------- | ------------------------------------ | -------------------- | ----------------------------- |
| Мушки  | 105                       | 11                            | 0                                    | 0                    | 38                            |
| Женски | 41                        | 0                             | 0                                    | 0                    | 21                            |
| УКУПНО | 146                       | 11                            | 0                                    | 0                    | 59                            |
| Пол    | Производња и снабдевање   | Грађевинарство                | Трговина                             | Хотели и ресторани   | Саобраћај, складиштење и везе |
| Мушки  | 5                         | 25                            | 6                                    | 2                    | 4                             |
| Женски | 2                         | 0                             | 6                                    | 3                    | 0                             |
| УКУПНО | 7                         | 25                            | 12                                   | 5                    | 4                             |
| Пол    | Финансијско посредовање   | Некретнине                    | Државна управа и одбрана             | Образовање           | Здравствени и социјални рад   |
| Мушки  | 0                         | 0                             | 9                                    | 1                    | 1                             |
| Женски | 1                         | 1                             | 1                                    | 2                    | 3                             |
| УКУПНО | 1                         | 1                             | 10                                   | 3                    | 4                             |
| Пол    | Остале услужне активности | Приватна домаћинства          | Екстериторијалне организације и тела | Непознато            | Непознато                     |
| Мушки  | 0                         | 0                             | 0                                    | 3                    | 3                             |
| Женски | 0                         | 0                             | 0                                    | 1                    | 1                             |
| УКУПНО | 0                         | 0                             | 0                                    | 4                    | 4                             |